# Medaille zum 50-jährigen Regierungsjubiläum 1903
Die Medaille zum 50-jährigen Regierungsjubiläum 1903 wurde am 3. August 1903 von Herzog Ernst I. von Sachsen-Altenburg in drei Stufen gestiftet
- goldene Medaille für Fürstlichkeiten
- silberne Medaille für Generäle, höchste Beamte und hohe Damen
- bronzene Medaille

Die Medaille, die nur am Stiftungstag verliehen wurde, zeigt auf der Vorderseite den nach rechts gewandte Kopf des Stifters. Rückseitig die Inschrift ERNST HERZOG VON SACHSEN-ALTENBURG 3. August 1903.
Getragen wurde die Auszeichnung an einem grasgrünen Band mit weißen Seitenstreifen auf der linken Brust.